# Кастельнуово-Дон-Боско

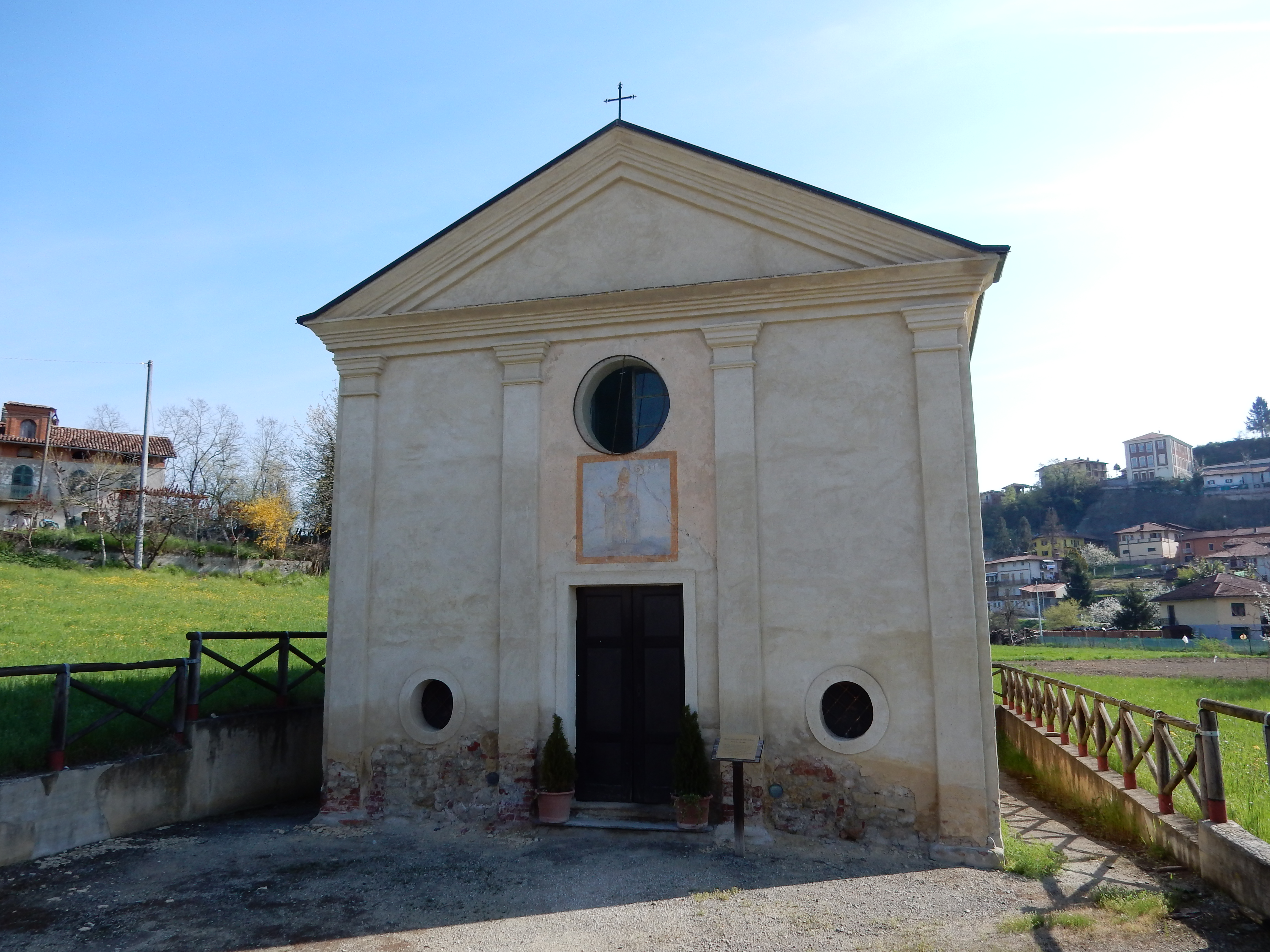
Храм св.Евсевия

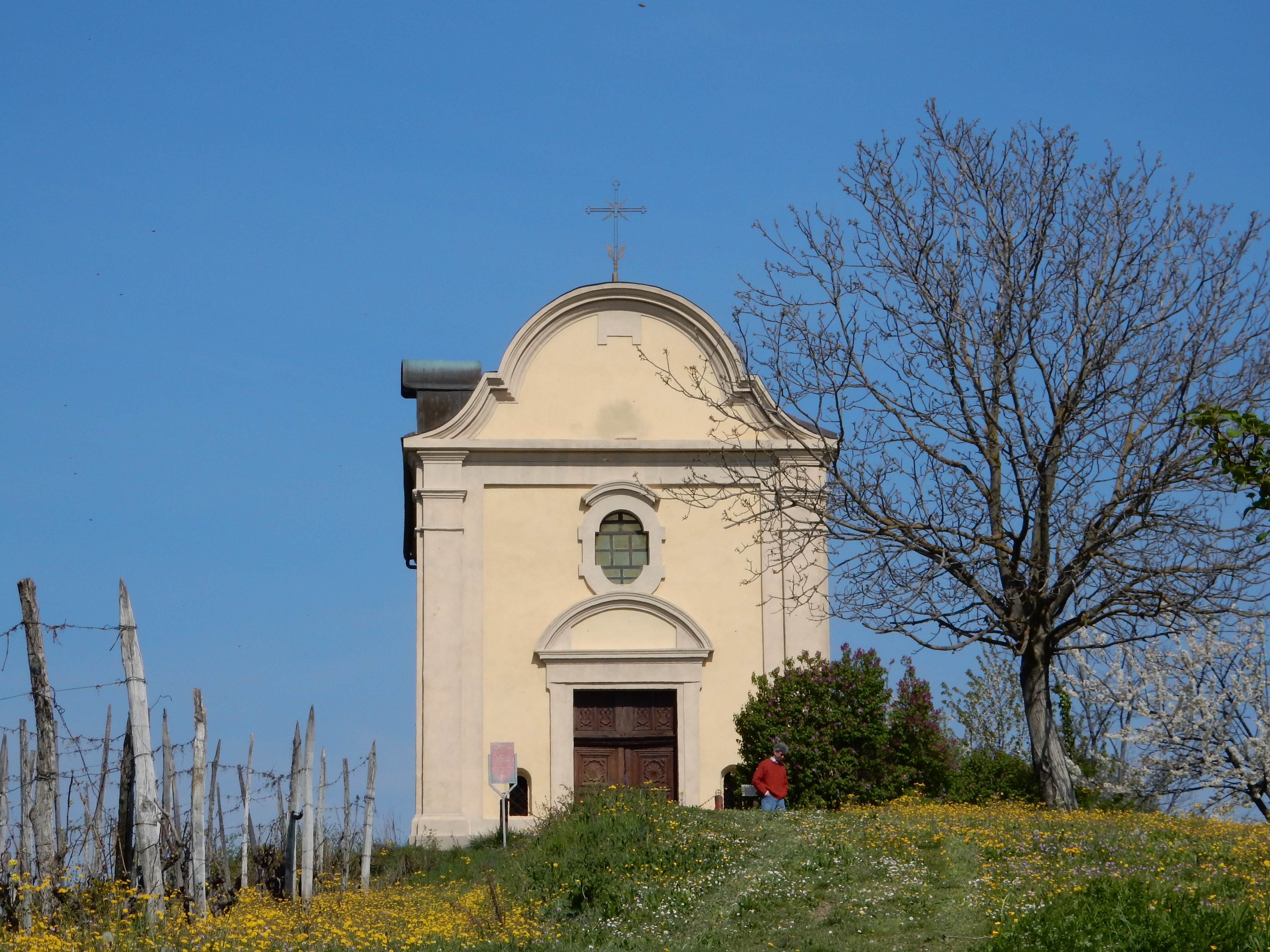
Сельский храм св.Михаила Архангела

Кастельнуово-Дон-Боско (итал. Castelnuovo Don Bosco) — коммуна в Италии, располагается в регионе Пьемонт, в провинции Асти.
Население составляет 3189 человек (2008 г.), плотность населения составляет 142 чел./км². Занимает площадь 22 км². Почтовый индекс — 14022. Телефонный код — 011.
Покровителем населённого пункта считается святой Рох.
Город назван в честь Дон Боско.

## Демография
Динамика населения:

## Администрация коммуны
- Официальный сайт: http://www.comune.castelnuovodonbosco.at.it